# Азербайджанское искусство игры на таре

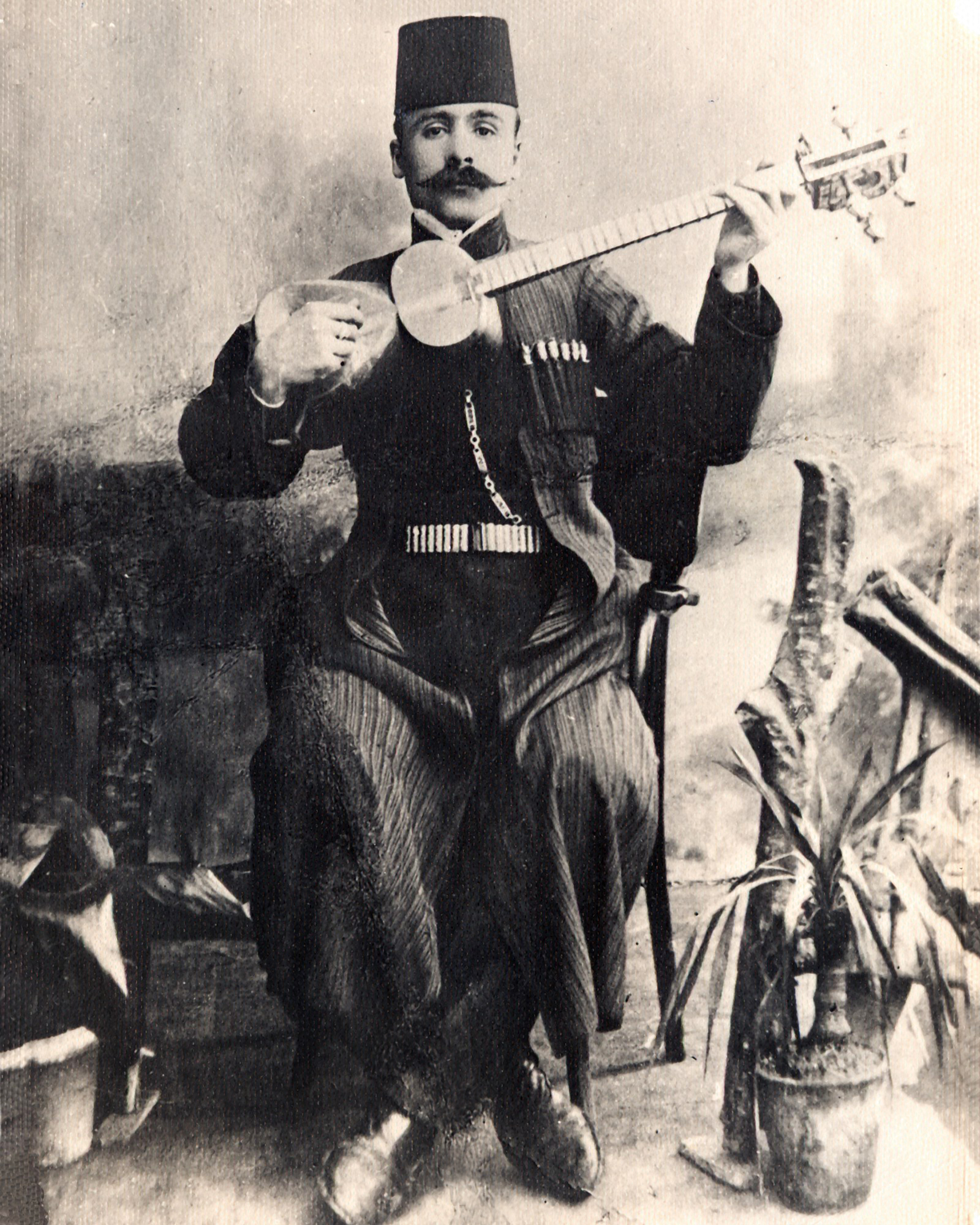
Азербайджанский тарист XIX—начала XX века Мешади Джамиль Амиров

Азербайджанское искусство игры на таре (азерб. Azərbaycan tar ifaçılıq sənəti) — азербайджанское искусство исполнения музыки на таре, щипковом струнном музыкальном инструменте с длинной шейкой. Исполнительство на таре, а также искусство его изготовления развито по всей территории Азербайджана. Навыки, связанные с этой традицией играют значительную роль в формировании культурной идентичности азербайджанцев. Тар используется при исполнении народной музыки на свадьбах, праздниках и концертах. Этот музыкальный инструмент используется в основном в качестве ведущего инструмента в составе мугамного трио. Является главным инструментом азербайджанских народных фольклорных оркестров и ансамблей. Тар считается музыкальным символом Азербайджана. Азербайджанское искусство игры на таре и мастерство его изготовления включено в список шедевров устного и нематериального культурного наследия ЮНЕСКО.
В 70-е годы XIX века тар был реконструирован музыкантом и композитором Мирзой Садыхом Асад оглы. Реконструированный тар, позже названный «азербайджанским таром», получил на территории Азербайджана наибольшее распространение, начиная с последней четверти XIX века. Подобный тар за короткое время получил широкое распространение по всему Кавказу, в Турции и Центральной Азии.

## Строение азербайджанского тара

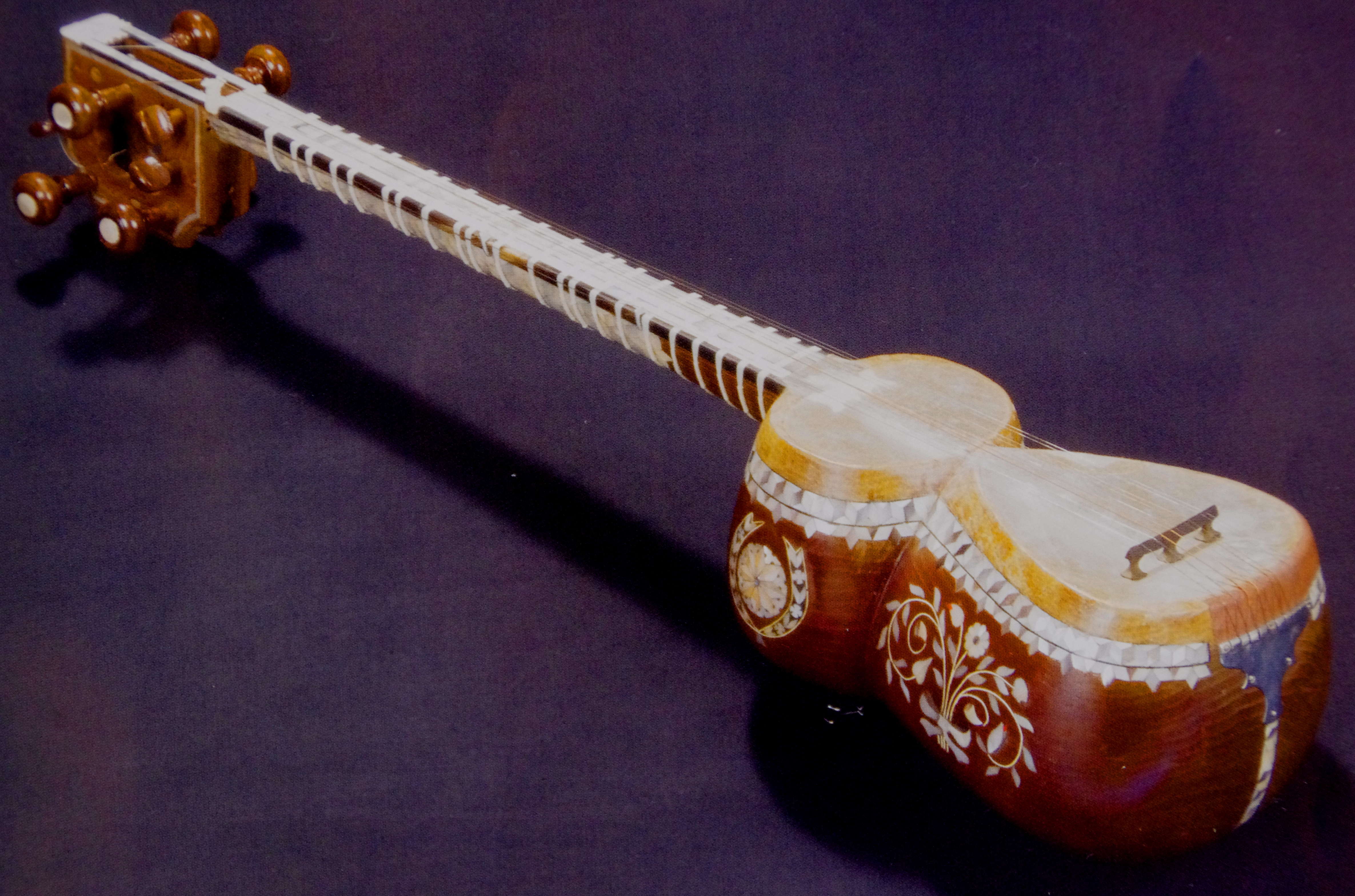
Тар, инкрустированный перламутром. Государственный музей музыкальной культуры Азербайджана. Начало XX века

Тар состоит из трёх основных частей: корпуса (азерб. çanaq — чанаг), грифа и головки (азерб. kəllə — кэллэ), а также распорки (азерб. iç qol — ич гол), приклада (азерб. küp — куп), шейки (азерб. qol — гол), колки (азерб. aşıx — ашых), порожки (азерб. pərdə — пэрдэ), подставки (струнодержатели) (азерб. xərək — хэрэк) и струн (азерб. sim — сим). Общая длина инструмента — 855 мм (часто варьирует в пределах 830—890 мм), высота корпуса — 165 мм, ширина — 185 мм.
На гриф тара навязывается 22 лада (это число соответствует звуковой высоте, характерной для азербайджанской музыки). На корпус инструмента натягивается плёнка из бычьего сердца и 11 металлических струн разного диаметра. Звук на таре извлекается при помощи небольшого плектра (мизраба), который изготавливается из кости или эбонита.
Корпус тара играет роль резонатора. Он удлинённый и выпуклый с выемками по бокам. Сам корпус состоит из двух неравных половин — большой и малой чаш. Зону перехода от большой чаши к малой мастера называют «пупок». Сверху корпус напоминает цифру 8.
Шейка тара длинная, с верхней лицевой стороны плоская, а с нижней — округлая. В верхнем направлении шейка постепенно сужается. Это сделано для того, чтобы облегчить движение левой руки во время игры.
Головка имеет вид узкой и глубокой коробки, открытой с передней, верхней и нижней сторон. По бокам и краям головки имеются круглые или фигурные (часто звездообразные) вырезы. С верхней стороны на головку надеваются три больших (с круглой головкой) и три
маленьких (с плоской головкой) колка. С противоположной же стороны имеются три больших колка.
Среди струн тара выделяют три группы:
- Белая, жёлтая и толстая парные струны;
- Толстая одинарная струна (используется только во время исполнения мугамов);
- Две парные тонкие и звонкие струны.

## Изготовление азербайджанского тара

### Материалы

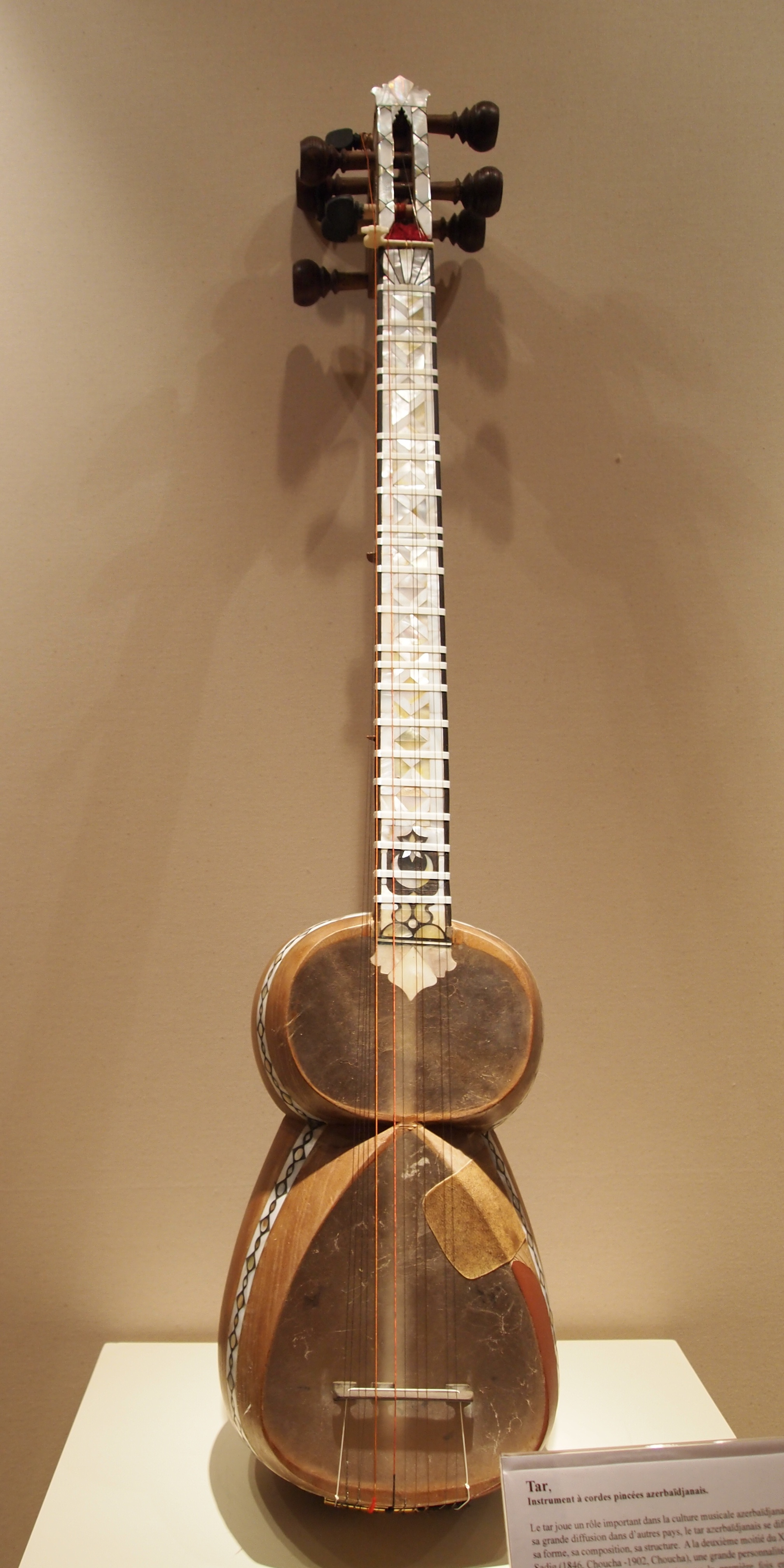
На выставке, посвященной азербайджанскому искусству и ремеслу в музее города Коньяк

Корпус тара выдалбливается из цельного куска дерева. При изготовлении корпуса тара используется, как правило, шелковичное дерево. Гриф и головку делают из орехового дерева. Для колков используется древесина грецкого ореха или грушевого дерева. Отмечается, что колки из грушевого дерева лучше выдерживают атмосферное давление и точнее держат музыкальный строй.
Для изготовления шейки используется сердцевина орехового дерева. При этом следует обратить внимания на твёрдость её древесины, чтобы шейка при настройке не прогнулась.
Приклад изготавливают из тутового, абрикосового или орехового дерева. Распорку делают из соснового дерева. На открытую сторону корпуса — деку (азерб. üz — уз) натягивается в качестве мембраны сердечная мембрана крупного рогатого скота (кроме буйвола). Также используется кожа грудной области сома.
Ладки изготавливаются из тонкой кишки барана. Отмечается, что это придаёт инструменту нежное звучание. Последнее время, для прочности, кишка заменяется кетгутом или капроновой ниткой, отчего тар звучит немного грубее.

### Технология
Азербайджанский тар изготавливается методом цельного вытачивания из сруба дерева определённых размеров. Сруб этот выдалбливается изнутри, а снаружи шлифуется до требуемой толщины. При вытачивании цельного корпуса также учитывается сезон, когда было срублено дерево выбранной породы. Дерево, предназначенное для изготовления корпуса, следует срубать в январе и феврале, когда уровень смолистости дерева максимально понижается (чтобы корпус при высыхании не трескался и не деформировался). Корпус после вытачивания просушивают в тёмном и закрытом месте естественным путём в течение долгого (2-3 года) времени при особой температуре. Ствол срезанного дерева делится пополам, затем извлекается сердцевина. Поверхность частей шлифуется. После на них наносятся контуры предполагаемого инструмента. Затем выдалбливают внутреннюю часть каждой из половин.
В разные годы в Азербайджане имелись искусные мастера, изготавливавшие тар. В настоящее время эту традицию продолжают в Баку и других регионах республики десятки профессиональных мастеров. Изготовленные азербайджанскими мастерами тары не раз демонстрировались в Турции, Иране, Индии, Франции, Голландии. Часть их хранится в ведущих музеях мира.

## История развития

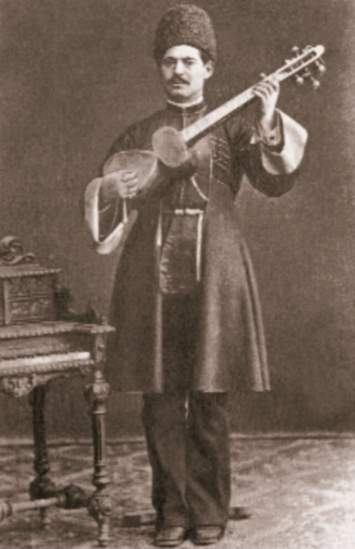
Создатель обновлённого азербайджанского тара Садыхджан

На территории Азербайджана тар стал наиболее популярным с XVIII века. Исторически тар имел пять струн (две белые, две желтые, одна басовая), крупный и глубокий корпус. А на длинной шейке завязывались 27-28 ладков. Инструмент этот был тяжёлым и во время игры его держали на коленях, или ниже груди.
В 70-е годы XIX века тар был реконструирован музыкантом и композитором Мирзой Садыхом Асад оглы, известным
в народе как Садыхджан. Вначале он увеличил число струн до 18, а затем уменьшил до 13 (две треххорные расположил снизу, парную и одинарную
басовые — в середине и две парные звонкие — в верхней части грифа). На шейке было оставлено только 22 ладка. Чтобы шейка не искривилась, Садыхджан закрепил её на специальном выступе корпуса, а внутри выступа установил деревянную распорку. Помимо этого была уменьшена толщина корпуса, а её боковые стороны выпрямлены. Верхняя часть корпуса была расширена, что увеличило силу её звучания. Облегчённый инструмент уже можно было держать у груди. При этом исполнительские возможности тара были увеличены. Реконструированный тар, названный «азербайджанским таром», получил на территории Азербайджана наибольшее распространение, начиная с последней четверти XIX века. В ходе своей работы по усовершенствованию тара Садыхджан использовал теоретические знания музыковедов Сафиаддина Урмави и Мир Мохсуна Навваба. По мнению народного артиста Азербайджана, тариста Рамиза Кулиева, без реконструкции Садыхджана тар не мог бы быть причислен к семейству классических музыкальных инструментов и на нём исполнение произведений азербайджанских и иностранных композиторов, таких как Моцарт, Бетховен, Чайковский, было бы невозможно. Подобный тар за короткое время получил широкое распространение по всему Кавказу, в Турции и Центральной Азии. В 1929 году с целью сделать настройку тара более устойчивым число струн сократили до 11.

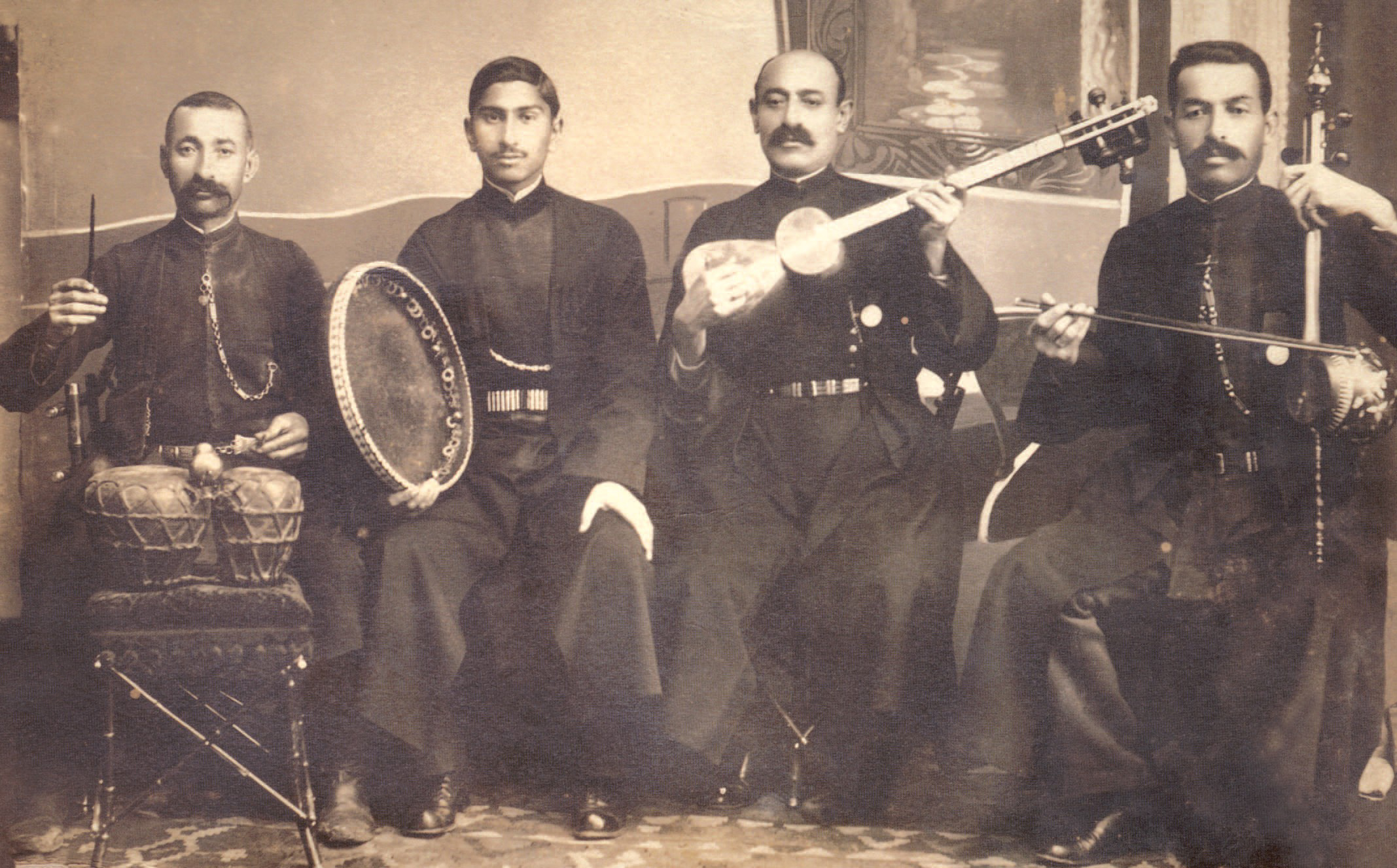
Ансамбль Сеида Шушинского с таристом. 1916 год

В азербайджанской музыке тар, главным образом, использовался в качестве ведущего инструмента в составе мугамного трио ханенде (певца), который включал также кяманчу и гавал. На таре аккомпанировали таким исполнителям-ханенде, как Сеиду Шушинскому, Гаджи Гуси, Бюльбюльджану, Джаббару Карьягдыоглы, Зульфи Адыгёзалову, Ислама Абдуллаева, Хана Шушинского и др. Среди известных таристов можно назвать Мешади Джамиля Амирова, Ширина Ахундова, Мирза Фараджа Рзаева, Мешади Зейнала Хагвердиева, Гурбана Пиримова, Ахмеда Бакиханова, Бахрама Мансурова, Гаджи Мамедова, Ахсана Дадашева, Габиба Байрамова, Мирза Мансура Мансурова, Паша Алиева, Фируза Ализаде,   Сахиб Пашазаде и др.
В начале 30-х годов против национальных музыкальных инструментов, в том числе и тара, была начата кампания. В защиту тара выступали такие деятели культуры, как поэт Микаил Мушфиг, который посвятил тару стихотворение «Пой тар!» (азерб. Oxu tar!). В 20-30-х годах XX века по вопросу сохранения тара или отказа от него состоялась широкая дискуссия. Тогда азербайджанскому
композитору Узеиру Гаджибекову удалось отстоять инструмент в числе инструментов с равномерно-темперированным 12-тоновым строем. Тем самым
было обеспечено включение тара в состав нотного, оперного и симфонического оркестров. благодаря чему в высших, средних специальных и музыкальных учебных заведениях республики стали открываться классы тара. В первом нотном оркестре народных музыкальных инструментов, созданном в 1931 году по инициативе Узеира Гаджибекова и Муслима Магомаева тар занял ведущее место. Технические и художественные возможности тара ещё более расширила основанная Узеиром Гаджибековым школа нотного исполнительства на национальных инструментах. Азербайджанский тарист Садыхджану посвящена повесть Ильяса Эфендиева «Сказ о ханской дочери Гюльсанубер и таристе Садыхджане».

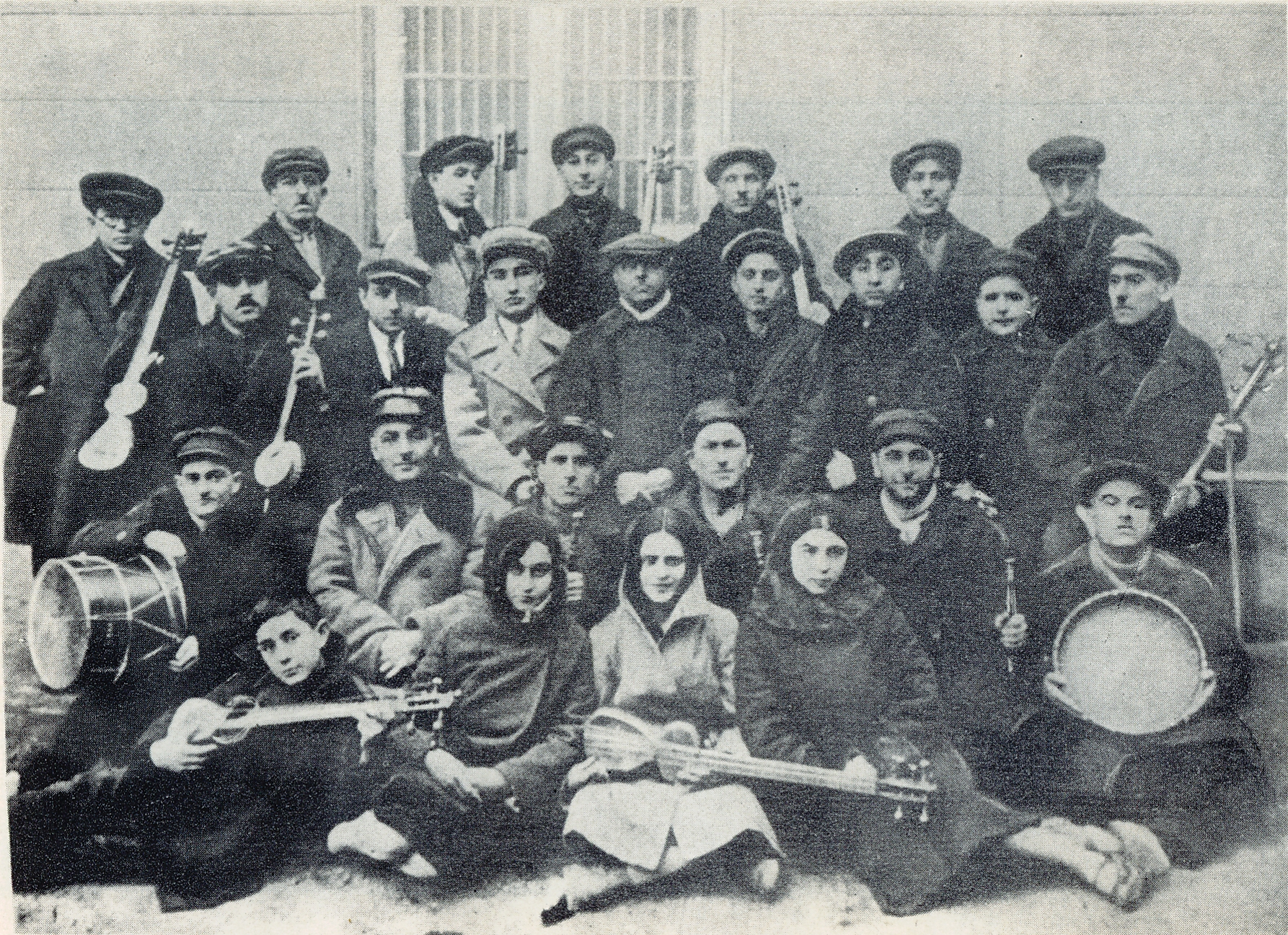
Первый нотный азербайджанский оркестр народных инструментов с таристами. 1932 год

В начале XX века в азербайджанской музыке получил распространение новый жанр мугамной оперы. Создателем этого жанра был Узеир Гаджибеков. Вокальные партии в этих операх шли в сопровождении тара. Также азербайджанские композиторы создали ряд крупных произведений, в том числе, концертов для тара с оркестром. Тофик Бакиханов написал пять концертов для тара, последний из которых предназначен для тара, скрипки и симфонического оркестра).
Как солирующий инструмент на эстраду тар был введён Гурбаном Примовым. Произведения же европейской классики, а также вокальные произведения азербайджанских композиторов в сопровождении фортепиано впервые прозвучали в исполнении Гаджи Мамедова. Тар звучал в исполнении Рамиза Кулиева в составе эстрадно-симфонического оркестра российского радио и телевидения, а также академического оркестра русских народных инструментов в Москве. Впервые концерт для тара с симфоническим оркестром написал Гаджи Ханмамедов. Позже он сочинил ещё четыре концерта. Следует также отметить написанный Саидом Рустамовым первый концерт для тара с оркестром народных инструментов. Сулейман Алескеров также написал три концерта для тара с оркестром. Джангиром Джангировым был создан такой же концерт.
Среди произведений азербайджанских композиторов, написанных в различных жанрах, где большое место отведено тару можно выделить следующие: «Сонатина», «Скерцо» для тара и фортепиано Сулеймана Алескерова, «Песня без слов», «Лирический танец» Васифа Адыгёзалова, «Чахаргях», «Скерцо», «Танец-токкато» Гасана Рзаева, партитура «Первой фантазии» Узеира Гаджибекова, «Танец радости», «Азербайджанская сюита» Саида Рустамова, «Вечное движение» Сулеймана Алескерова, «Египетские картинки» Джангира Джангирова, «Шахназсаяги», «Багчакурд» Адиля Герая, «Поэма-воспоминание для тара с камерным оркестром» Севды Ибрагимовой, «Думе» и «Гайтагы для тара с камерным оркестром» Азера Рзаева и др.
5 декабря 2012 года, на заседании Межправительственного комитета ЮНЕСКО по сохранению нематериального культурного наследия, проходящем с 3 по 7 декабря в Париже, мастерство изготовления и искусство игры на таре было внесено в репрезентативный список нематериального культурного наследия человечества.

## Исполнение

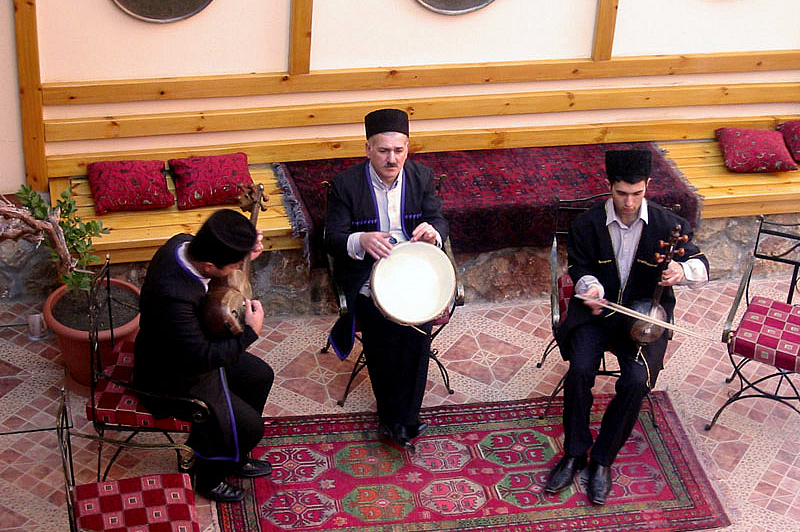
Тарист (слева) аккомпанирует исполнителю мугама

Во время игры тар держат у груди в горизонтальном положении. Его корпус прижимается к груди кистью правой руки. Струны в колебание приводит зажатый между большим и указательным пальцами правой руки плектр. Гриф зажимается в левой же руке между большим и указательным пальцами. Одновременно с этим указательный, средний и безымянный пальцы прижимют струны к различным ладам, обеспечивая тем самым звучание.
Посредством трелей и различных приёмов плектрного удара реализуются технические и художественные возможности тара во время исполнения. В современной практике существует целая система исполнительских штрихов на таре:
- уст-мизраб (удар плектром сверху)
- алт-мизраб (удар снизу)
- уст-алт мизраб (удар сверху-снизу)
- алт-уст мизраб (удар снизу-сверху)
- рух мизраб (удар справа-слева)
- сантур мизраб (удар сверху-снизу-сверху)

Также существуют дополнительные штрихи и приемы:
- лал бармаг (удар пальцем по струне)
- дартма сим (вибрато)
- сюрюшдюрма бармаг (глиссандо)

Эффекта долго звучащего вибрирующего звука музыкант добивается посредством удара плектром по струне и при этом прижимая тар к груди. Пауза, которая при этом получается, называется хум. Музыкальные партии для тара записываются в меццо-сопрановом ключе «до». Хроматический звукоряд тара включает 2,5 октавы. Диапазон инструмента охватывает звуки от «до» малой октавы до «соль» второй октавы. При игре можно также взять звуки «ля» и «ля бемоль».

## Фотогалерея

Тар на почтовых марках и денежных купюрах
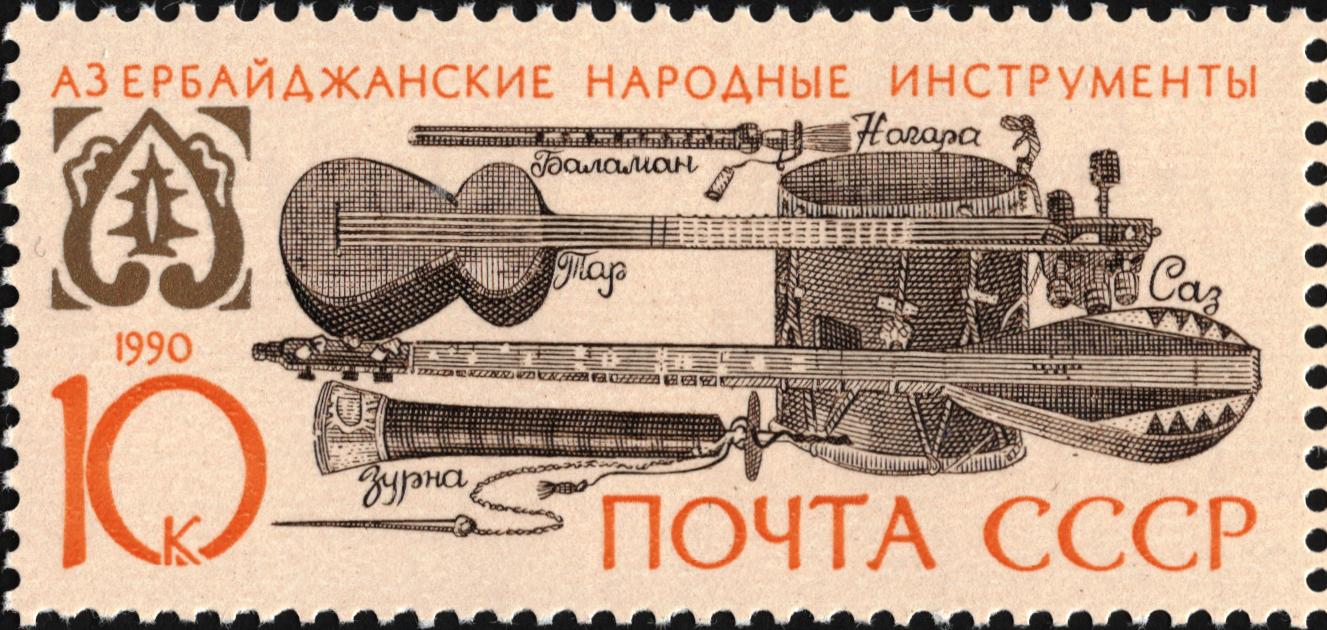
Почтовая марка СССР, 1990
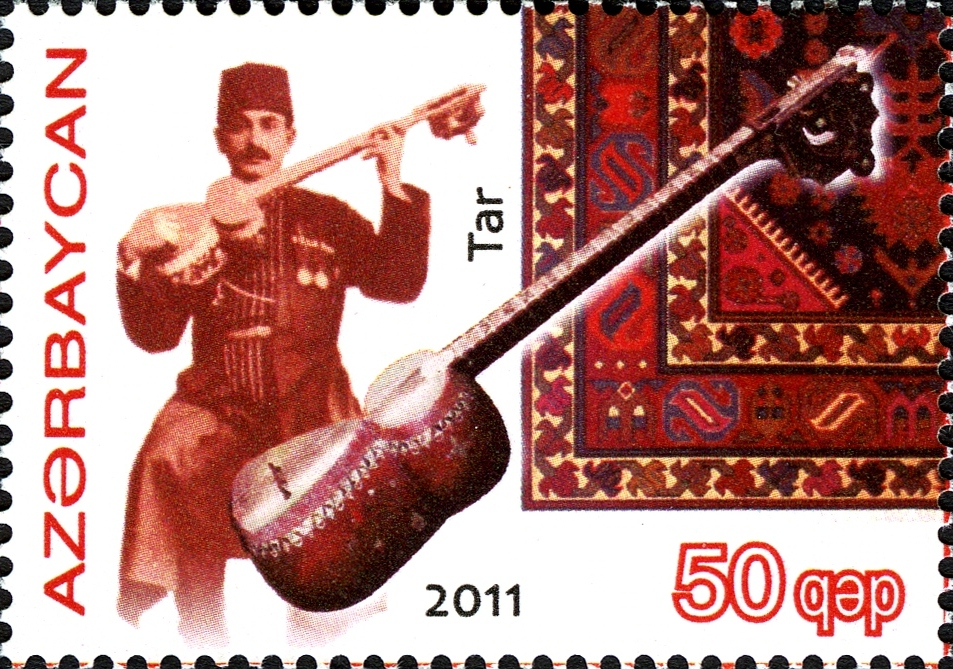
Почтовая марка Азербайджана, 2011
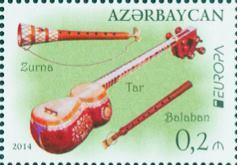
Почтовая марка Азербайджана, 2014
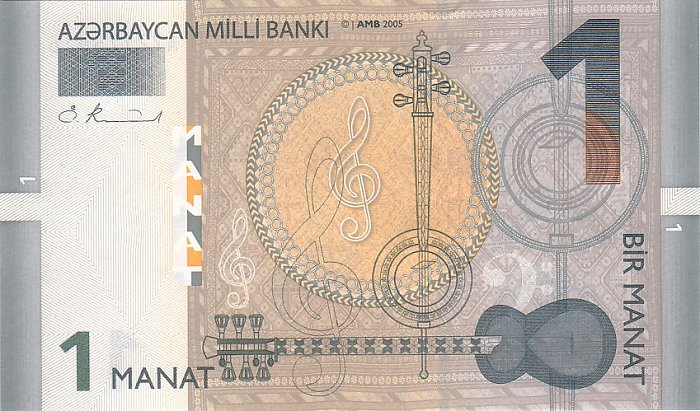
Тар на азербайджанской банкноте номиналом в 1 манат